# Artikel 7 van de Grondwet van de Verenigde Staten
Artikel zeven van de grondwet van de Verenigde Staten beschrijft hoeveel staten de grondwet moesten ratificeren voordat deze in werking trad.

## Tekst
De vertaalde tekst van het zevende artikel staat hier weergeven.
De ratificatie van de wettelijke vergadering van negen staten zal voldoende zijn voor de vestiging van deze grondwet tussen de staten die deze hebben geratificeerd.

## Achtergrond
New Hampshire was in 1788 de negende staat die de grondwet ratificeerde. New York, Virginia, North Carolina en Rhode Island moesten dat nog doen. Het Congres besloot dat de grondwet op 4 mei 1789 in werking zou treden. New York en Virginia ratificeerde de grondwet ook voor die tijd. North Carolina en Rhode Island deden dat nadat de Bill of Rights was ontworpen en aan de staten werd voorgelegd.
Hieronder een schema welke staten wanneer instemden met de grondwet: